# Substrat (Ökologie)
Substrat bezeichnet im ökologischen Kontext das Material, auf oder in dem ein Organismus lebt. Spezialisierte Organismen sind oft von bestimmten Substrattypen abhängig. Bestimmte Meeresorganismen sind z. B. auf Hartsubstrat (Felsen, Korallenstöcke), andere auf Weichboden angewiesen. Holz ist das Substrat, auf dem Baumpilze wachsen und in dem der Holzwurm lebt. Es konnte gezeigt werden, dass manche Tiere den Geruch von Substrat wahrnehmen; eine Methode, die man sich in der Forschung zunutze machen kann.